# P2P Foundation
La Fondazione P2P: Fondazione per le alternative peer to peer (in originale: P2P Foundation: The Foundation for Peer to Peer Alternatives) è un'organizzazione costituita con lo scopo di studiare l'impatto della tecnologia e della ricerca peer to peer sulla società. È stata fondata da Michel Bauwens.
La Fondazione P2P è un istituto registrato con sede ad Amsterdam, nei Paesi Bassi. Il suo nome ufficiale è: Stichting Peer to Peer Alternatives, dossier nr: 34264847.

## Mission
La Fondazione P2P opera come sito di collegamento per coloro che sviluppano o sostengono i processi peer to peer "in molti sistemi appartenenti all'attuale ordine socio-economico e culturale-politico".
Il suo Choke Point Project (progetto "collo di bottiglia") mira a mappare l'intero web, ed ha vinto un Golden Nica Award nella categoria "The Next Idea" nel 2011.

## Il progetto Chokepoint
Il progetto Chokepoint fu avviato nel 2011 a seguito dei blackout di internet in Egitto e in Libia. Questi blackout hanno ispirato due membri della Fondazione, James Burke e Chris Pinchen nella creazione del progetto, il cui scopo è di creare una mappa visuale in tempo reale della rete internet, capace di individuare i "colli di bottiglia" e le persone che gestiscono l'accesso ad esse. I Chokepoint, o colli di bottiglia, sono di conseguenza definiti come punti di vulnerabilità all'accesso ad internet: questa mappa dovrebbe potenzialmente permettere alle persone di identificare la forza e la posizione precisa dei punti di interruzione della rete.
La maggior parte dei dati utilizzati per queste mappe sono stati forniti da volontari. Il progetto Chokepoint opera anche per contrastare la diffusa assunzione secondo cui internet è un medium decentralizzato che non è soggetto al potere del governo. A coloro che sono sottoposti a interruzioni della fornitura internet, il progetto intende suggerire le modalità per oltrepassare questi colli di bottiglia, e fornire informazioni legali riguardanti i blackout nell'accesso alla rete.
Il progetto Chokepoint ha vinto il premio Prix Arts Electronica nel maggio 2011 nella categoria Next Idea.